# Sacha Distel
Alexandre Sacha Distel (meer bekend als Sacha Distel) (Parijs, 29 januari 1933 - Rayol-Canadel-sur-Mer, 22 juli 2004) was een Frans zanger, jazzgitarist en componist.

## Biografie
Sacha (koosnaampje voor Alexander) was de zoon van een uit Rusland geëmigreerde scheikundige.
Na de Tweede Wereldoorlog kwam hij in contact met de Parijse variant van de jazz, voornamelijk de jazzgitaar met onder meer Django Reinhardt en Ray Ventura, overigens een oom van hem. Als jonge jazzgitarist trad hij onder meer op in Algerije, toen nog Frans gebied. Een tijdlang speelde hij als begeleider van Juliette Greco. Hij had nog meer succes als zanger en werd onder meer beïnvloed door Henri Salvador. Zijn eerste gezongen succes werd het nummer Scoubidou. Distel coverde veel Engelstalige nummers, doch werk van hem werd ook gecoverd. Zo werd zijn La Belle vie vertaald voor Frank Sinatra, die er met The good life een hit mee scoorde. Er bestaan wereldwijd 250 versies van.
Op zijn negentiende trok hij naar New York waar hij zijn Engelse taalkennis verbeterde en in het wereldje van componisten en producers terechtkwam.
Hij zou een korte relatie gehad hebben met Brigitte Bardot, maar trouwde in 1963 met Francine Bréaud (ski-kampioene), bij wie hij twee zonen had.
Vanaf de beginjaren '60 trad hij op in televisieshows.
Na een auto-ongeval in 1985 stopte bijna zijn carrière, omdat hij aansprakelijk werd gesteld voor de geleden schade van zijn passagier, de actrice Chantal Nobel.
Samen met Henri Salvador is hij een van de weinige Franse muzikanten die in de Dictionaire du jazz vermeld staan.

## Discografie jazz
Opnames
- Night in Tunisia, 1955
- Crazy Rhythm (met Lionel Hampton), 1955
- Bags' Groove, 1956
- Two Guitar Blues, 1956
- Sacha Distel: Jazz d'aujourd'hui, avec Billy Byers, 1956
- Olympia Orgy
- On serait des chats
- Round about midnight
- N° 1 for Sacha
- Thanks Bill
- Avec ces yeux-là
- A piece of pizza
- Blues for Tiny
- Bobby Jaspar & Sacha Distel quintette, 1957
- Scotch Bop
- Everything happens to me
- Competition
- Sacha, Bill et Bobby
- No sad song for Sacha
- Stop and go
- Hubert Fol & Sacha Distel Quintette: Jazz Boom, 1954
- Half Nelson
- I'll remember April
- Sacha Distel: Les 7 Péchés capitaux / L'orgueil, 1961
- Marina
- Blue waltz de l'orgueil
- Sacha Distel: Back to jazz with Slide Hampton, 1968
- Felicidade
- The good life
- The girl from Ipanema
- Francine
- Bird
- Living room
- Who can tell me why?
- Saki
- My Own Blues, 1983

Enkele succesnummers, ook als singletje uitgebracht
- La mer, 1991
- Desperado, 1986
- Je t'appelle pour te dire je t'aime, 1984
- Donne moi la main encore, 1982
- Ma femme, 1982
- Le bateau blanc, 1980
- Toi et mes vacances, 1972
- Amour perdu, 1970
- Chacun garde dans son coeur, 1965
- Bossa nova, 1962
- Gigi, 1959
- Hommage à Django, 1959
- Brigitte, 1958
- Scoubidou, 1958

## Film- en televisie-optredens
Sacha Distel trad geregeld op in televisieshows en -programma's en speelde in een tiental films, waaronder:
- 1953: Femmes de Paris van Jean Boyer (Sacha trad in de film op, maar speelde ook in het orkest voor de muziek met Ray Ventura)
- 1962: Les Sept Péchés capitaux (De zeven hoofdzonden) van Claude Chabrol
- 1970: Le Voyou van Claude Lelouch

## Wetenswaardigheden
- Het nummer Monsieur Cannibale dat in de jaren 60 gezongen werd door Sacha Distel werd in de Efteling gebruikt bij de attractie Monsieur Cannibale.
- Sacha Distel wordt genoemd in de protestsong Where Do You Go To (My Lovely)? van Peter Sarstedt.

## Referentie
- Philippe Carles, André Clergeat en Jean-Louis Comolli: Dictionnaire du Jazz, Éditions Robert Laffont, Parijs, 27 oktober 1994 (ISBN 2221078225).

- Biblioteca Nacional de España: XX888776
- Bibliothèque nationale de France: cb13893304r (data)
- Gemeinsame Normdatei: 129267562
- International Standard Name Identifier: 0000 0001 0865 3557
- Library of Congress Control Number: n84011612
- Nationale Bibliotheek van Letland: 000080303
- MusicBrainz: ed1798ac-118a-4c3e-97d3-47aa1fa0a76a
- Nationale Bibliotheek van Tsjechië: xx0120531
- Nederlandse Thesaurus van Auteursnamen: 097179620
- Istituto Centrale per il Catalogo Unico: UBOV525329
- SNAC: w6j110w5
- Système universitaire de documentation: 078076919
- Virtual International Authority File: 5117396
- WorldCat: E39PBJmhJJ38XHV6gmvGgj3YT3